# リュレッド・ダ・マール
リュレッド・ダ・マール（カタルーニャ語: Lloret de Mar IPA：[ʎuˈɾɛd də ˈmar]）は、スペイン・カタルーニャ州ジローナ県のムニシピ（基礎自治体）。

## 歴史

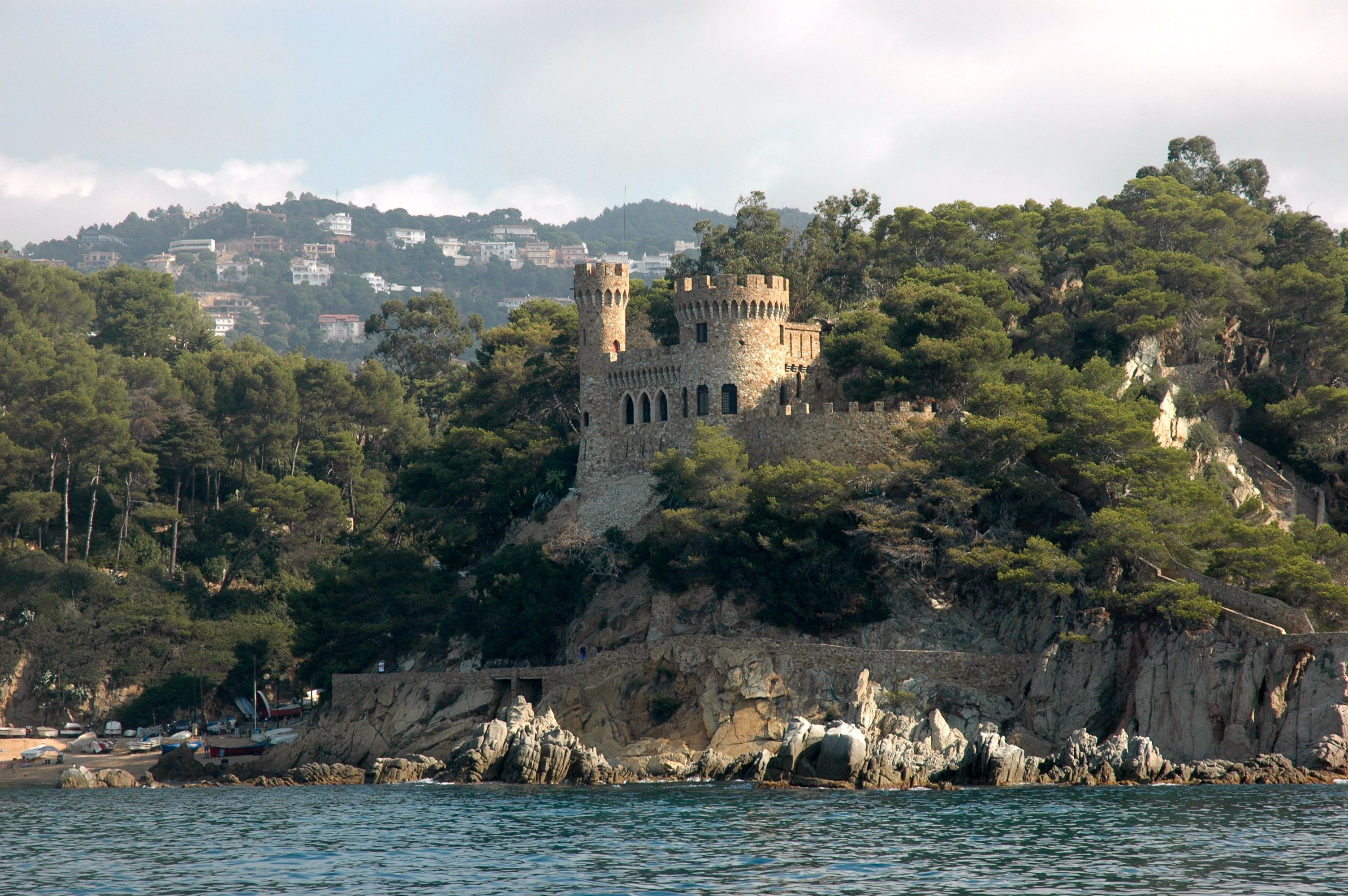
プラジャ城

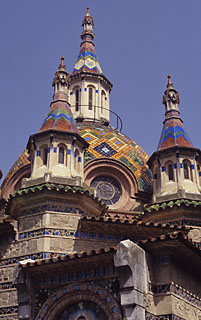
サン・ルマー教会

イベリア人、ローマ人の定住地跡が見つかっている。966年、Lauredoの名で初めて公文書に名が記された。これはラテン語で月桂樹を意味するLauretumから派生している。ジローナ伯領に加えられた中世の間、地中海沿岸のヨーロッパ都市と同様に、リュレッドはサラセン人海賊の襲撃にさらされ続けてきた。Ses Almorratxesという名の地元の舞踊は、この時代にできたものとされている。
現在の市街は15世紀以降に海岸部に形成された（かつての市街は、海賊の襲撃を避けるためか海岸から1kmほど内陸にあった）。18世紀のリュレート港（現存しない）は貿易で繁栄し、新大陸の成功者による邸宅が往時をしのばせる。
かつては漁業と農業の小さな町であった。1950年代から美しい砂浜のある観光地として人気を集め、1990年代以降、EU諸国からの移住者が急増した。現在は人口の約4割が移住者である。

## 人口
| リュレッド・ダ・マールの人口推移 1900－2014             |
|                                                         |
| 出典:INE（スペイン国立統計局）1900年 - 1991年、1996年 - |

## みどころ
- サン・ルマー教会 - 16世紀。ゴシック様式とルネサンス様式
- サン・ジュアン城 - 原型は11世紀につくられた。海賊やフランス、トルコ、イギリスの艦隊からの攻撃に耐えうる防衛設備でもあった。
- リュレッド・ダ・マール墓地 - ムダルニズマ建築。

## 出身者
- フェルミ・レイシャック（スペイン語版）(1946-) : 俳優。
- ニーナ・アグスティ（スペイン語版）(1966-) : 歌手。
- イバン・ティバウ（スペイン語版）(1973-) : ホッケー選手。
- ホセ・ルイス・ブランコ・ケベード（スペイン語版）(1975-) : 陸上競技選手（中距離）。2006年ヨーロッパ選手権3000メートル障害銀メダル。
- アンヘル・ムリェラ（スペイン語版）(1984-) : 陸上競技選手（障害走）。2014年ヨーロッパ選手権3000メートル障害銅メダル。
- ミゲル・モリーナ(1989-) : レーシングドライバー。
- マルク・ムニエサ(1992-) : サッカー選手。

## 姉妹都市
- クリャル、スペイン
- ボルセーナ、イタリア